# World Poker Tour seizoen 2
Een overzicht van de evenementen uit het tweede seizoen van de World Poker Tour (WPT) en resultaten van de hoofdtoernooien daarvan. De winnaars hiervan schrijven naast het prijzengeld een officiële WPT-titel op hun naam:

### Grand Prix de Paris
- Casino: Aviation Club de France, Parijs
- Buy-in: €10.000,-
- Datum: 10 juli t/m 13 juli 2003
- Aantal deelnemers: 96
- Totaal prijzengeld: €894.400,- (US$1.028.826,-)
- Aantal uitbetalingen: 9

| Positie | Naam                  | Prijs                   |
| ------- | --------------------- | ----------------------- |
| 1e      | David Benyamine       | €357.200,- ($410.886,-) |
| 2de     | Jan Boubli            | €178.000,- ($205.443,-) |
| 3de     | George Paravoliasakis | €134.000,- ($154.140,-) |
| 4de     | Jamie Posner          | €80.500,- ($92.599,-)   |
| 5de     | Erick Lindgren        | €53.600,- ($61.656,-)   |
| 6de     | Lee Salem             | €35.700,- ($41.066,-)   |

### Legends of Poker
- Casino: Bicycle Casino, Los Angeles
- Buy-in: $5.000,-
- Datum: 1 september t/m 3 september 2003
- Aantal deelnemers: 309
- Totaal prijzengeld: $1.545.000,-
- Aantal uitbetalingen: 27

| Positie | Naam           | Prijs      |
| ------- | -------------- | ---------- |
| 1ste    | Mel Judah      | $579.375,- |
| 2de     | Paul Phillips  | $293,550,- |
| 3de     | T.J. Cloutier  | $146.775,- |
| 4de     | Chip Jett      | $100.425,- |
| 5de     | Farzad Bonyadi | $69.525,-  |
| 6de     | Phil Laak      | $54.075,-  |

### Borgata Poker Open
- Casino: Borgata, Atlantic City
- Buy-in: $5.000,-
- Datum: 20 september t/m 22 september 2003
- Aantal deelnemers: 235
- Totaal prijzengeld: $1.175.000,-
- Aantal uitbetalingen: 18

| Positie | Naam             | Prijs      |
| ------- | ---------------- | ---------- |
| 1ste    | Noli Francisco   | $470.000,- |
| 2de     | Charlie Shoten   | $235.000,- |
| 3de     | David Oppenheim  | $117.500,- |
| 4de     | Carlos Mortensen | $70.500,-  |
| 5de     | Mickey Seagle    | $52.875,-  |
| 6de     | Randy Burger     | $41.125,-  |

### Ultimate Poker Classic
- Casino: Radisson Aruba Resort & Casino, Palm Beach (Aruba)
- Buy-in: $4.000,-
- Datum: 19 oktober 2003
- Aantal deelnemers: 436
- Totaal prijzengeld: $1.697.460,-
- Aantal uitbetalingen: 20

| Positie | Naam           | Prijs      |
| ------- | -------------- | ---------- |
| 1ste    | Erick Lindgren | $500.000,- |
| 2de     | Daniel Larsson | $300.745,- |
| 3de     | Anthony Fagan  | $194.230,- |
| 4de     | Barry Shulman  | $112.780,- |
| 5de     | Ted Harrington | $68.920,-  |
| 6de     | Rick Casper    | $43.860,-  |

### World Poker Finals
- Casino: Foxwoods Resort Casino, Mashantucket (Connecticut)
- Buy-in: $10.000,-
- Datum: 14 november t/m 17 november 17 2003
- Aantal deelnemers: 313
- Totaal prijzengeld: $3.155.000,-
- Aantal uitbetalingen: 27

| Positie | Naam                    | Prijs        |
| ------- | ----------------------- | ------------ |
| 1ste    | Hoyt Corkins            | $1.089.200,- |
| 2de     | Mohamed Ibrahim         | $563.400,-   |
| 3de     | Phil Hellmuth           | $281.700,-   |
| 4de     | Chris Ackerman          | $226.925,-   |
| 5de     | Vellaisamy Senthilkumar | $164.325,-   |
| 6de     | Brian Haveson           | $117.375,-   |

### Five Diamond World Poker Classic
- Casino: Bellagio, Las Vegas
- Buy-in: $10.000,-
- Datum: 15 december t.m 18 december 18 2003
- Aantal deelnemers: 314
- Totaal prijzengeld: $3.044.750,-
- Aantal uitbetalingen: 36

| Positie | Naam          | Prijs        |
| ------- | ------------- | ------------ |
| 1ste    | Paul Phillips | $1.101.908,- |
| 2de     | Dewey Tomko   | $552.853,-   |
| 3de     | Gus Hansen    | $276.426,-   |
| 4de     | Abe Mosseri   | $174.585,-   |
| 5de     | Tino Lechich  | $130.940,-   |
| 6de     | Mel Judah     | $101.842,-   |

### PokerStars Caribbean Poker Adventure
- Buy-in: $7.500,-
- Datum: 25 januari 2004
- Aantal deelnemers: 221
- Totaal prijzengeld: $1.657.501,-
- Aantal uitbetalingen: 27

| Positie | Naam              | Prijs      |
| ------- | ----------------- | ---------- |
| 1ste    | Gus Hansen        | $455.780,- |
| 2de     | Hoyt Corkins      | $290.065,- |
| 3de     | Daniel Negreanu   | $192.270,- |
| 4de     | Michael Benedetto | $132.600,- |
| 5de     | John D'Agostino   | $99.450,-  |
| 6de     | Remco Schrijvers  | $74.590,-  |

### World Poker Open
- Casino: Horseshoe Casino & Hotel, Tunica
- Buy-in: $10.000,-
- Datum: 26 januari t/m 29 januari 2004
- Aantal deelnemers: 367
- Totaal prijzengeld: $3.455.050,-
- Aantal uitbetalingen: 27

| Positie | Naam             | Prijs        |
| ------- | ---------------- | ------------ |
| 1ste    | Barry Greenstein | $1.278.370,- |
| 2de     | Randy Jensen     | $656.460,-   |
| 3de     | James Tippin     | $328.230,-   |
| 4de     | Chip Reese       | $207.304,-   |
| 5de     | Can Kim Hua      | $155.477,-   |
| 6de     | Tony Hartmann    | $120.927,-   |

### L.A. Poker Classic
- Casino: Commerce Casino, Los Angeles
- Buy-in: $10.000,-
- Datum: 21 februari t/m 24 februari 2004
- Aantal deelnemers: 382
- Totaal prijzengeld: $3.781.500,-
- Aantal uitbetalingen: 27

| Positie | Naam               | Prijs        |
| ------- | ------------------ | ------------ |
| 1ste    | Antonio Esfandiari | $1.399.135,- |
| 2de     | Vinnie Vinh        | $718.485,-   |
| 3de     | Mike Keohan        | $359.245,-   |
| 4de     | Bill Gazes         | $226.890,-   |
| 5de     | Adam Schoenfeld    | $170.170,-   |
| 6de     | David Benyamine    | $132.355,-   |

### Bay 101 Shooting Star
- Casino: Bay 101, San José
- Buy-in: $5.000,-
- Datum: 3 maart t/m 5 maart 2004
- Aantal deelnemers: 243
- Totaal prijzengeld: $1.125.000,-
- Aantal uitbetalingen: 27

| Positie | Naam             | Prijs      |
| ------- | ---------------- | ---------- |
| 1ste    | Phil Gordon      | $360.000,- |
| 2de     | Chris Moneymaker | $200.000,- |
| 3de     | Masoud Shojaei   | $103.300,- |
| 4de     | Scott Wilson     | $79.800,-  |
| 5de     | Susan Kim        | $68.400,-  |
| 6de     | Mark Mache       | $57.000,-  |

### PartyPoker Million
- Buy-in: $7.000,- (Limit Hold'em)
- Datum: 13 maart t/m 18 maart 2004
- Aantal deelnemers: 546
- Totaal prijzengeld: $3.822.000,-
- Aantal uitbetalingen: 90

| Positie | Naam              | Prijs        |
| ------- | ----------------- | ------------ |
| 1ste    | Erick Lindgren    | $1.000.000,- |
| 2de     | Daniel Negreanu   | $675.178,-   |
| 3de     | Chris Hinchcliffe | $441.463,-   |
| 4de     | Steve Zolotow     | $259.684,-   |
| 5de     | Barry Greenstein  | $194.763,-   |
| 6de     | Scotty Nguyen     | $129.842,-   |

### World Poker Challenge
- Casino: Reno Hilton, Reno
- Buy-in: $5.000,-
- Datum: 30 maart t/m 1 april 2004
- Aantal deelnemers: 342
- Totaal prijzengeld: $1.658.700,-
- Aantal uitbetalingen: 27

| Positie | Naam         | Prijs      |
| ------- | ------------ | ---------- |
| 1ste    | Mike Kinney  | $629.469,- |
| 2de     | Paul Clark   | $310.403,- |
| 3de     | Harry Knopp  | $155.202,- |
| 4de     | Peter Muller | $98.022,-  |
| 5de     | Tony Bloom   | $73.517,-  |
| 6de     | Young Phan   | $57.180,-  |

### WPT Championship
- Casino: Bellagio, Las Vegas
- Buy-in: $25.000,-
- Datum: 19 april t/m 23 april 2004
- Aantal deelnemers: 343
- Totaal prijzengeld: $8.342.000,-
- Aantal uitbetalingen: 50

| Positie | Naam              | Prijs        |
| ------- | ----------------- | ------------ |
| 1ste    | Martin De Knijff  | $2,728,356,- |
| 2de     | Hasan Habib       | $1.372.223,- |
| 3de     | Matt Matros       | $706.903,-   |
| 4de     | Richard Grijalva  | $457.408,-   |
| 5de     | Russell Rosenblum | $332.660,-   |
| 6de     | Steve Brecher     | $232.862,-   |

WPT seizoen 1 · WPT seizoen 2 · WPT seizoen 3 · WPT seizoen 4 · WPT seizoen 5 · WPT seizoen 6 · WPT seizoen 7 · WPT seizoen 8 · WPT seizoen 9 · WPT seizoen 10 · WPT seizoen 11 · WPT seizoen 12 · WPT seizoen 13 · WPT seizoen 14 · WPT seizoen 15 · WPT seizoen 16 · WPT seizoen 17 · WPT seizoen 18 · WPT seizoen 19